# SN 2009ax
SN 2009ax – supernowa typu Ia odkryta 27 stycznia 2009 roku w galaktyce A061535+4818. W momencie odkrycia miała maksymalną jasność 20,40m.